# Дуйкович, Ратомир
Ра́томир Ду́йкович (серб. Ratomir Dujković / Ратомир Дујковић; 24 февраля 1946, Борово) — югославский и сербский футболист, игравший на позиции вратаря, футбольный тренер.

## Ранние годы
Родился в деревне Борово в СР Хорватии на границе с Сербией, в сербской семье. Поступил в школу имени Ивана Горана Ковачича, где стал заниматься гандболом (играл на вратарской позиции). Был замечен там тренером Иосипом Кезди, бывшим вратарём футбольной команды «Борово», и по его совету переквалифицировался в футбольного вратаря.

## Карьера игрока

### Клубная
Первым клубом в жизни Дуйковича и стал как раз клуб «Борово». Позднее он перешёл в «Осиек», а 29 ноября 1962 в День Республики в составе клуба сыграл на турнире в Белграде. Впечатление от его выступлений было настолько эффективным, что его заметило руководство команды «Црвена Звезда» и пригласило юного Ратомира в команду. Он согласился и был принят в команду без вопросов.
В составе «звездарей» он стал частью подрастающего поколения таких игроков, как Йован Ачимович, Станислав Караси, Драган Джаич, Трифке Михайлович и так далее, и оно носило имя «Малыши Милана». Дебют в составе «красно-белых» состоялся 4 июня 1964 в поединке против ОФК. В составе клуба он провёл 442 матча, дошёл до полуфинала КЕЧ 1970/71.
В 1974 году ему разрешили уехать за границу, и он отправился в Испанию выступать за «Реал Овьедо». Три сезона спустя он вернулся в Югославию и перешёл в «Осиек», который к тому моменту только-только вышел в Первую лигу Югославии. Спустя ещё три сезона, уже после вылета клуба Дуйкович перешёл в «Галенику» из Земуна (Вторая лига) и помог ей выйти в Первую лигу по итогам сезона 1981/82 года. Однако из-за серьёзной усталости он решил завершить карьеру по окончании того же сезона, о чём объявил уже летом.

### В сборной
В сборной он провёл четыре игры, две из них в рамках отбора на Евро-1972 и две товарищеские. В товарищеской встрече против Румынии он вышел во втором тайме и пропустил единственный гол в той встрече на 57-й минуте от Эмерика Дембровского, который стал единственным пропущенным для Дуйковича. В товарищеской встрече против Мексики он отстоял ворота на «ноль», а команда выиграла со счётом 4:0. Ещё две встречи против ГДР и Люксембурга он провёл также «на ноль», но они сами завершились нулевыми ничьими.
| № | Дата             | Соперник   | Счёт | Голы | Турнир                    |
| 1 | 21 апреля 1971   | Румыния    | 0:1  | -    | Товарищеский матч         |
| 2 | 22 сентября 1971 | Мексика    | 4:0  | -    | Товарищеский матч         |
| 3 | 16 октября 1971  | ГДР        | 0:0  | -    | Отборочный матч к ЧЕ 1972 |
| 4 | 27 октября 1971  | Люксембург | 0:0  | -    | Отборочный матч к ЧЕ 1972 |

## Карьера тренера

### СФРЮ
В сезоне 1982/83 он вошёл в тренерский штаб «Галенки», которая вылетела в очередной раз из Первой лиги. В 1983 году он возглавил команду и позволил ей закрепиться твёрдо во Второй лиге, но вывести её обратно в Первую лигу не удалось. В 1987 году его пригласили в «Црвену Звезду» в качестве тренера вратарей, где он и проработал в различных тренерских штабах. Благодаря его стараниям клуб выиграл Кубок европейских чемпионов в 1991 году. Ратомир также успел поработать в Эмиратах помощником Гойко Зеца.

### Венесуэла
В 1992 году Дуйкович выехал в Венесуэлу по рекомендации Владицы Поповича и Душана Маровича, которые играли в Венесуэле и прекрасно знали тонкости её футбола. С учётом того, что Дуйкович владел английским и испанским языками, это было отличное решение: его даже назначили главным тренером сборной Венесуэлы, на посту которого он работал три года. Под его руководством Венесуэла прервала «чёрную» серию последних мест на Кубках Америки и на Кубке 1993 года заняла 11-е место, обойдя сборную США, а в рейтинге ФИФА поднялась на 29 строчек. Интересно, что вначале предполагалось, что Дуйкович будет работать с молодёжной командой, а главным станет Владица Попович, но тот принял предложение сборной Перу
Временно Дуйкович возглавил команду Мьянмы и помог ей отобраться на Азиатские игры, однако из-за натянутых отношений с ФИФА оставил пост и вернулся в Венесуэлу (Мьянма затем отказалась от участия). Он руководил командами «Атлетико Сулия», «Универсидад де Лос Андес» и «Эстудиантес де Мерида». В 2000 году он уехал из Венесуэлы в штаб Вуядина Бошкова сборной Сербии для подготовки к Евро 2000.

### Руанда
В конце 2001 года Ратомира пригласило руководство Федерации футбола Руанды и предложило ему пост главного тренера сборной. Как признаётся сам Дуйкович, сначала он даже не понял, сборная какой страны просила его о помощи, вследствие чего долго искал её на карте Африки. Несмотря на гражданскую войну и геноцид в Руанде, Дуйкович не оставил команду и совершил настоящее чудо в истории этой страны — 6 июля 2003 сборная Руанды одержала сенсационную победу над звёздной сборной Ганы со счётом 1:0 и благодаря этой победе вышла в финальную часть Кубка африканских наций 2004 года, что является на данный момент высшим достижением этой сборной (в финальной части турнира она всё же не вышла из группы и заняла третье место, обойдя команду ДР Конго). В середине 2004 года Дуйкович вынужден был оставить сборную Руанды.

### Гана
По иронии судьбы, следующей командой, которой руководил Дуйкович, стала именно сборная Ганы. В сентябре 2004 года португалец Марьяну Баретту оставил пост тренера сборной, и в течение трёх месяцев руководство ганского футбола безуспешно искало тренера (в качестве кандидата выступал и Филипп Труссье). В конце ноября Дуйкович получил предложение и согласился, подписав контракт в середине декабря. Поле деятельности Дуйковича расширилось: помимо использования талантов Самуэля Куффура, Стивена Аппиа и Майкла Эссьена, он имел право привлечь все возможные ресурсы для достижения заветной цели ганских любителей футбола — выхода в финальную часть чемпионата мира 2006 года. Он успешно справился со своей задачей и вывел сборную ещё и в финальную часть Кубка африканских наций 2006 года.
Однако за время своей деятельности он нажил много врагов: в январе 2006 года команда потерпела сокрушительную неудачу на Кубке африканских наций. Проиграв сначала Нигерии и затем одолев Сенегал, команда должна была выиграть у слабой сборной Зимбабве, однако «чёрные звёзды» умудрились проиграть 1:2 и не выйти из группы. Большая часть жителей Ганы, интересовавшихся футболом, высказывалась за отставку Дуйковича и приглашение ганского специалиста. Однако Дуйкович не покинул свой пост и в ранге тренера вывел команду на первый матч Чемпионата мира в истории Ганы.
Дебют ганцев состоялся 12 июня 2006 на АВД-Арене матчем против Италии, который будущие чемпионы мира выиграли со счётом 2:0. В следующем матче ганцы с таким же счётом одержали победу над Чехией (ещё одним дебютантом мундиалей в новейшей истории) благодаря голам Асамоа Гьяна и Салли Мунтари, причём Гьян умудрился не забить пенальти, попав в штангу. В третьем, решающем матче, ганцы дали бой сборной США и выиграли со счётом 2:1 благодаря голам Хамину Драмана и Стивена Аппиа, который реализовал очень спорный пенальти. Гана вышла в 1/8 финала на сборную Бразилии, которой без шансов проиграла со счётом 3:0. В той встрече Адриано забил гол из положения «вне игры», который был засчитан Любошем Михелом, что вызвало возмущение у Дуйковича. Тренер сборной Ганы выкрикнул судье, что тот якобы забыл надеть футболку сборной Бразилии, в ответ на что Михел показал красную карточку Дуйковичу и потребовал немедленно покинуть поле. Омрачило поражение и удаление Асамоа Гьяна за вторую жёлтую карточку.
Ратомир покинул свой пост 16 июля 2006 по официальной причине из-за болезни, хотя его контракт был продлён до декабря. Пресса Ганы раскритиковала Дуйковича и заявила, что тот якобы искал более выгодное предложение, в ответ на что сербский специалист обвинил журналистов в клевете и давлении, которое на него оказывали в течение чемпионата мира.

### Китай
10 октября 2006 года Дуйкович был назначен тренером олимпийской сборной Китая по футболу, которая готовилась к домашней Олимпиаде. Китайская футбольная ассоциация поставила перед сборной задачу достичь полуфинала олимпийского турнира. В конце 2006 года Дуйкович выступил с командой на Азиатских играх, где китайцы в четвертьфинале проиграли сборной Ирана по пенальти.
В июне 2007 года китайская пресса призвала Дуйковича пойти на серьёзный шаг и возглавить основную национальную сборную, поскольку наставник Чжу Гуанху не справлялся со своей задачей. Ратомир ответил, что подумает об этой возможности только после Олимпиады. Впрочем, его привлекли в работе в качестве старшего тренера под руководством Владимира Петровича, который возглавил команду в сентябре 2007 года.
В начале июля 2008 года китайцы поставили задачу войти в число призёров Олимпиады на футбольном турнире по предложению Дуйковича, но спустя несколько дней его уволили — это случилось за три недели до начала Олимпиады. Причиной тому стал закулисный конфликт в сборной, и в итоге руководить командой был назначен помощник Дуйковича китаец Инь Тишэн. Впрочем, его сборная не вышла из группы, сыграв вничью первый матч турнира и проиграв оба оставшихся.

### Молодёжная сборная Сербии
15 июля 2009 года Дуйкович был назначен тренером молодёжной сборной Сербии. Целью его работы являлось попадание на чемпионат Европы в Дании. 5 сентября 2009 его путь тренера молодёжной сборной начался с домашнего поражения от Словакии со счётом 1:2. Несмотря на дальнейшие победы над Норвегией и Кипром, в Сербии были недовольны работой Дуйковича, а поражение от Хорватии со счётом 1:3 в гостях породило разговоры об отставке.
В феврале 2010 года Дуйкович получил предложение от Футбольной ассоциации Нигерии возглавить её национальную сборную. Как говорил Дуйкович, ему предлагали очень выгодные условия в обмен на подготовку «суперорлов». Он заинтересовался таким предложением и попытался уговорить Томислава Караджича разрешить ему совмещать две должности, но Караджич отказал ему в этом. В итоге нигерийцы обратились к услугам шведа Ларса Лагербека.
11 августа 2010 сербы в решающем матче против Словакии в гостях потерпели поражение со счётом 1:2 и выбыли из борьбы за место на чемпионате Европы и Олимпиаде в Лондоне. Дуйкович объяснил это поражение тем, что в его составе отсутствовали несколько ключевых игроков, заигранных за основную сборную Сербии, а ещё несколько человек просто не набрали форму. В итоге он на следующий день покинул пост тренера по собственному желанию, а его преемником стал Томислав Сивич.

### Сирия
В середине октября 2010 года Дуйкович был назначен тренером сборной Сирии и стал четвёртым сербским тренером, тренировавшим эту сборную (ранее были Драгослав Попович, Драгослав Срийович и Милослав Радивоевич). Спустя 14 лет Сирия планировала сыграть на Кубке Азии. Однако 19 декабря 2010 его уволили из сборной по официальной причине «невозвращение в штаб сборной в назначенный срок». Дуйкович долгое время говорил, что его не увольняли, но затем рассказал, что нарушил условие контракта — не брать своих помощников в состав сборной, из-за чего и был уволен. Он руководил сборной только в товарищеской игре против Бахрейна, которую сирийцы выиграли со счётом 2:0.